# Éwé (langue)
 (février 2019).
Cette page contient des caractères spéciaux ou non latins. S’ils s’affichent mal (▯, ?, etc.), consultez la page d’aide Unicode.
Pour les articles homonymes, voir Ewe.

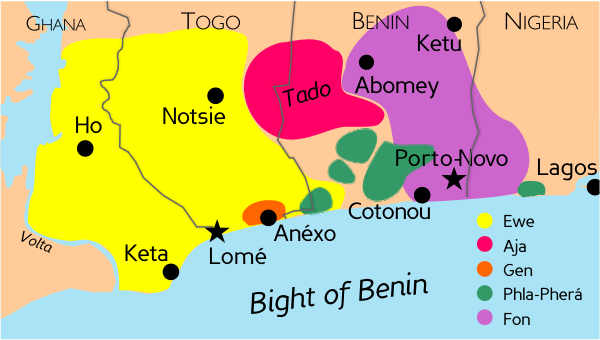
Répartition des principales langues gbe (d'après Capo 1988, 1991).

L'éwé, ewe, ou évé, eʋe, évé-gbe ; en autonyme, eʋe, /e.ˈβe/ ou eʋegbe), est une langue nigéro-congolaise, parlée au Ghana et Togo ainsi qu’au Bénin, et qui fait partie du continuum linguistique des langues gbe parlées dans ces trois pays et au Nigeria. Comme les autres langues gbe, c'est une langue à tons.

## Étude
L'éwé est l'une des langues africaines les mieux documentées, notamment grâce au travail de Diedrich Westermann, qui publia de nombreux dictionnaires et traités de grammaire sur l'éwé et les autres langues gbe. D'autres linguistes ont contribué à l'étude de l'éwé : Gilbert Ansre (tons, syntaxe), Hounkpati B Christophe Capo (phonologie, phonétique), Herbert Stahlke (morphologie, tons), Roberto Pazzi (anthropologie, lexicographie), Felix Ameka (en) (sémantique, linguistique cognitive) et Alan Stewart Duthie (sémantique, phonétique); Flavien Gbéto (tonologie).
Quelques langues ouest-africaines, comme le gen (guin, guen, gĕ ou gen-gbe) (ce dernier étant initialement de racine ga de la région d'Accra au Ghana) sont finalement et en très grande partie fondues dans la langue éwé.
Ainsi des études linguistiques démontrent la similitude entre d'une part des langues kwa comme le gen et l'adja-gbe et d'autre part la langue éwé, toutes parlées essentiellement au Togo, Bénin et Ghana.
Un dictionnaire français−éwé est initié par le chercheur et directeur de l'IRCED du Togo Kuizian Baba pour promouvoir la littérature Ewe et la langue éwé liée aux terres Ewé qui n'a ni frontière et qui rassemble les fils et filles de même culture et tradition depuis le Nigeria jusqu'au Ghana. La Véritable enseignement ou éducation commence par la langue natale. L'auteur du dictionnaire dans son interview déclare avoir écrit 120000 mots et expressions.

## Écriture
L'éwé s'écrit à l'aide de l'alphabet latin, auquel ont été ajoutées quelques lettres, certaines dérivées de l'alphabet phonétique international.
| Capitale      | A   | B   | D   | Ɖ    | Dz   | E   | Ɛ   | F   | Ƒ   | G   | Gb   | Ɣ   |
| Minuscule     | a   | b   | d   | ɖ    | dz   | e   | ɛ   | f   | ƒ   | g   | gb   | ɣ   |
| Prononciation | /a/ | /b/ | /d/ | /ɖ/  | /d͡z/ | /e/ | /ɛ/ | /f/ | /ɸ/ | /ɡ/ | /ɡ͡b/ | /ɣ/ |
| Capitale      | H   | I   | K   | Kp   | L    | M   | N   | Ny  | Ŋ   | O   | Ɔ    | P   |
| Minuscule     | h   | i   | k   | kp   | l    | m   | n   | ny  | ŋ   | o   | ɔ    | p   |
| Prononciation | /h/ | /i/ | /k/ | /k͡p/ | /l/  | /m/ | /n/ | /ɲ/ | /ŋ/ | /o/ | /ɔ/  | /p/ |
| Capitale      | R   | S   | T   | Ts   | U    | V   | Ʋ   | W   | X   | Y   | Z    | Z   |
| Minuscule     | r   | s   | t   | ts   | u    | v   | ʋ   | w   | x   | y   | z    | z   |
| Prononciation | /l/ | /s/ | /t/ | /t͡s/ | /u/  | /v/ | /β/ | /w/ | /x/ | /j/ | /z/  | /z/ |

Un tilde ‹ ˜ › est placé au-dessus des voyelles pour marquer leur nasalisation. Le ton n'est en général pas indiqué, sauf lorsqu'il est ambigu : par exemple, le pronom de la première personne du pluriel mí (« nous ») est indiqué comme possédant un ton haut pour le distinguer de la deuxième personne du pluriel mi (« vous ») et le pronom de la deuxième personne du singulier wò (« toi ») est indiqué comme possédant un ton bas pour le distinguer de la troisième personne du pluriel wo (« eux ») :
- ekpɔ wò ([ɛ́k͡pɔ̀ wò]) : « il t'a vu »
- ekpɔ wo ([ɛ́k͡pɔ̀ wó]) : « il les a vus ».

## Prononciation

### Voyelles
|           | Antérieur | Postérieur |
| --------- | --------- | ---------- |
| Fermé     | i, ĩ      | u, ũ       |
| Mi-fermé  | e         | o          |
| Mi-ouvert | ɛ, ɛ̃      | ɔ, ɔ̃       |
| Ouvert    | a, ã      |            |

### Consonnes
|            | Bilabiales | Bilabiales | Labio-dentales | Labio-dentales | Alvéolaires | Alvéolaires | Rétroflexes | Palatales | Vélaires | Vélaires | Labiales-vélaires ou labio-vélaires | Labiales-vélaires ou labio-vélaires | Glottales |
| ---------- | ---------- | ---------- | -------------- | -------------- | ----------- | ----------- | ----------- | --------- | -------- | -------- | ----------------------------------- | ----------------------------------- | --------- |
| Occlusives | p          | b          |                |                | t           | d           | ɖ           |           | k        | g        | k͡p                                  | ɡ͡b                                  |           |
| Affriquées |            |            |                |                | t͡s          | d͡z          |             |           |          |          |                                     |                                     |           |
| Nasales    | m          | m          |                |                | n           | n           |             | ɲ         | ŋ        | ŋ        |                                     |                                     |           |
| Fricatives | ɸ          | β          | f              | v              | s           | z           |             |           | x        | ɣ        |                                     |                                     | h         |
| Spirantes  |            |            |                |                | l           | l           |             | j         |          |          | w                                   | w                                   |           |